# Lwowska Kolej Dziecięca
Lwowska Kolej Dziecięca (ukr. Львівська дитяча залізниця) – dziecięca kolej parkowa kursująca w Parku Stryjskim we Lwowie. 
W 1922 została wybudowana kolejka wąskotorowa, która połączyła stację kolejową na Persenkówce z terenami Targów Wschodnich, służyła ona transportowi eksponatów oraz prowadziła przewozy pasażerskie dla odwiedzających. Trasa kolejki przecinała Park Stryjski, miała dwa kilometry długości, trzy stacje i zlokalizowaną na Persenkówce lokomotywownię. Po II wojnie światowej impreza targowa przestała być organizowana, na bazie pozostawionej infrastruktury w 1951 uruchomiono kolej parkową. Nadano jej nazwę Lwowska Kolej Dziecięca (od 1986 do 1991 Lwowska kolejka dziecięca im. Aleksandra Marczenki, patronem był żołnierz Armii Czerwonej, który poległ na lwowskim ratuszu podczas zawieszania na wieży czerwonej flagi). W 1976 przebudowa ulicy Stryjskiej wymusiła likwidację części przylegającego do niej torowiska, od tego czasu długość linii wynosi 1200 metrów i znajdują się na niej dwie stacje "Parkowa" i "Słoneczna". Kursujący na niej pociąg nosi nazwę „Bryza” (ukr. "Вітерець").
Lwowska kolejka dziecięca kursuje od maja do września, w maju i wrześniu w niedziele i święta, a od czerwca do końca sierpnia w środy, soboty, niedziele i święta. W środy odbywa się sześć kursów, w pozostałe dni osiem, podczas złych warunków pogodowych kursowanie kolejki bywa zawieszane.